# Дочки Марії Помічниці Християн
Дочки Марії Помічниці Християн (італ. Figlie di Maria Ausiliatrice), відомі також як салезіанки дона Боско «сестри-салезіанки») — католицька жіноча чернеча конгрегація папського права, заснована св. Марією Доменіко Мадзарелло і св. Іваном Боско 5 серпня 1872 року в Морнезе (Італія), що входить до складу салезіанської сім'ї. Конгрегація названа на честь Діви Марії, Помічниці християн, чиї «дочки» (черниці) бажали і бажають стати живим втіленням відданості та віри.

## Історія
Марія Мадзарелло у 17-річному віці вступає в спільноту Дочок Непорочної (спільнота Пречистої Діви Марії), якою керував її духовний наставник, отець Домініко Пестаріно. Метою цього товариства, в якому перебували дівчата з навколишніх селищ Морнезе, була турбота про дітей, особливо про дівчаток, що  в той час потребували турботи та отримання освіти (в ту пору дівчат не допускали до шкільних занять).
7 жовтня 1867 року: Дон Боско зустрічається в Морнезе з Марією Доменіко Мадзарелло.
5 серпня 1872 року: офіційно виникає конгрегація, куди входили 11 сестер, які склали обіти і 4 новички. Заснували конгрегацію дон Іоанн Боско та Марія Мадзарелло, яка і стала першою настоятелькою створеної інституції. Дон Боско назвав інституцію «дочками Марії Помічниці Християн».
14 листопада 1877 року: Монахині згромадження вирушили до місії в Уругвай.
14 травня 1881 року: Марія Мадзарелло помирає у 44-річному віці. Згромадження нараховує 166 сестер і близько 50 новичок, що проживають в 26 обителях у 4 країнах.
31 січня 1888 року: Помирає  дон Боско. Конгрегація Дочок Марії Помічниці Християн налічує 389 черниць і 99 новіцій в 50-ти обителях (в трьох європейських і двох південноамериканських країнах).
24 червня 1951 року: Канонізована св. Марія Доменіка Мадзарелло, співзасновниця конгрегації.

## Теперішній час
За даними на 31 грудня 2001 року в конгрегації налічувалося:
- 15 308 черниць
- 1559 обителей в 89 країнах світу

## Місія
Мета існування конгрегації — виховання і освіта дітей, особливо дівчат, в стилі св. дона Боско, який, так само як і св. Марія Доменіка Мадзарелло, присвятив своє життя євангелізації та турботі про дітей і молодь. Виховання молодої жінки — ось чим, в основному, займається FMA в різних країнах. Місіонерський аспект — «прояв пильної уваги до вимог часу та потреб місцевої церкви».
Оскільки черниці FMA включаються в пастирські і соціальні органи нарівні з мирянами, вони допомагають вирішувати ряд соціальних проблем.
Місія FMA виражається:
- в ораторії — молодіжних центрах;
- в катехизації;
- в курсах з підготовки до професійної праці;
- в роботі в школах і ВНЗ всіх ступенів і видів;
- в апостольській діяльності (робота і співпраця зі ЗМІ, видання культурних публікацій і т. п.)
- в місіонерській діяльності (робота серед населення, не знайомого з християнством — при цьому приділяється величезна увага дітям і жінці).

Досвід св. дона Боско з видимим впливом св. Марії Мадзарелло, спрямований на дітей та молодь (особливо — на дівчат):
- В містичному аспекті: життя в живій, простій і радісній вірі;
- В аскетичному аспекті: поривання з мирським світоглядом, бідність, послух, чистота;
- В апостольському, культурному та церковному аспекті: освіта, виховання, катехизація, євангелізація і турбота про дітей і молодь.

Девіз конгрегації — такий же, як у салезіанців Дона Боско: лат. Da mihi animas, catera tolle («Даруй мені душі, решту візьми собі»)

## Конгрегація і салезіанська сім'я
Оскільки Дочки Марії Помічниці Християн є членами салезіанської сім'ї, генеральний настоятель головної конгрегації у цій родині — конгрегації салезіан — виконує роль апостольського делегата конгрегації, є її натхненником і центром єдності. Конгрегація відповідає цій єдності, «з вдячною працьовитістю приймаючи його вказівки», однак зберігаючи повну самостійність (відповідно до Розпорядження Святого Престолу від 1906 року).
Інституція також активно співпрацює з іншими групами салезіанської сім'ї.

## Організація
Основним ядром є громада, яку очолює директорка і її рада. Кілька громад, розташованих на одній території, утворюють область, на чолі якої стоїть обласна настоятелька і її рада. Всі області разом утворюють інституцію (конгрегацію), очолювану генеральною настоятелькою, якій допомагає генеральна рада. В Конгрегацію приймають після періоду ознайомлення та після закінчення 2-х років новіціяту.

## Галерея

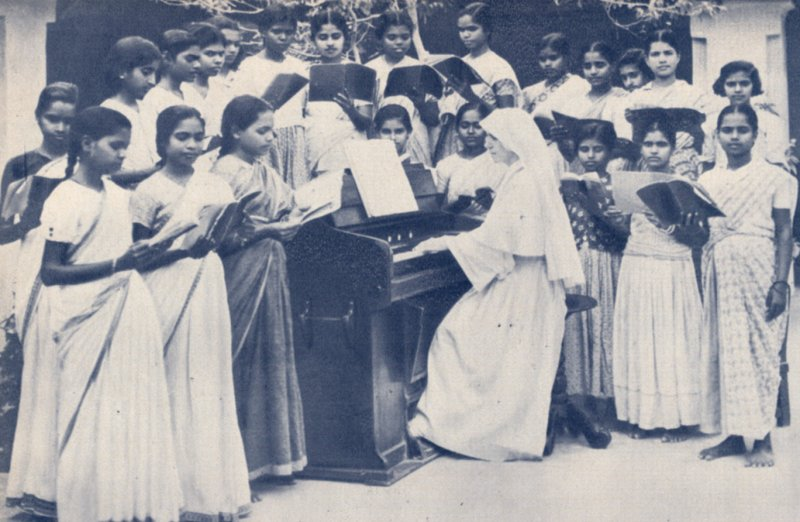
Сестри-салезіанки навчають індійських дітей музиці
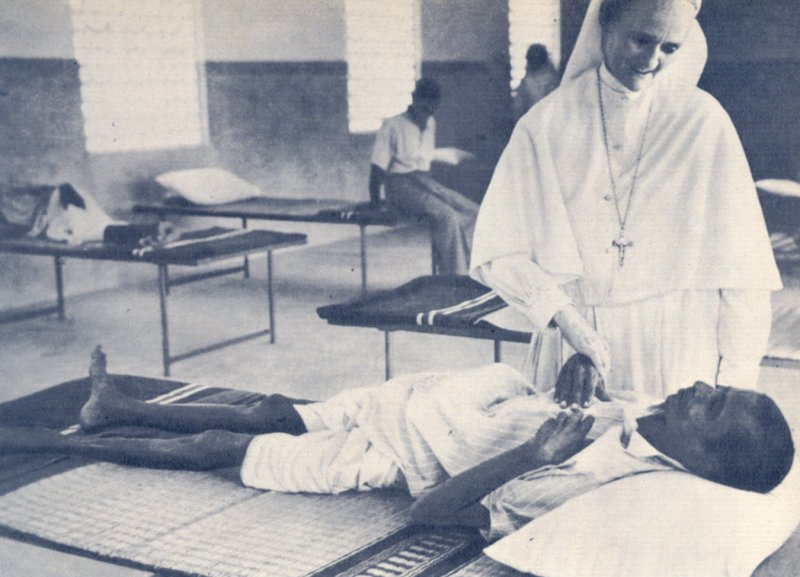
FMA доглядають за хворими в Індії
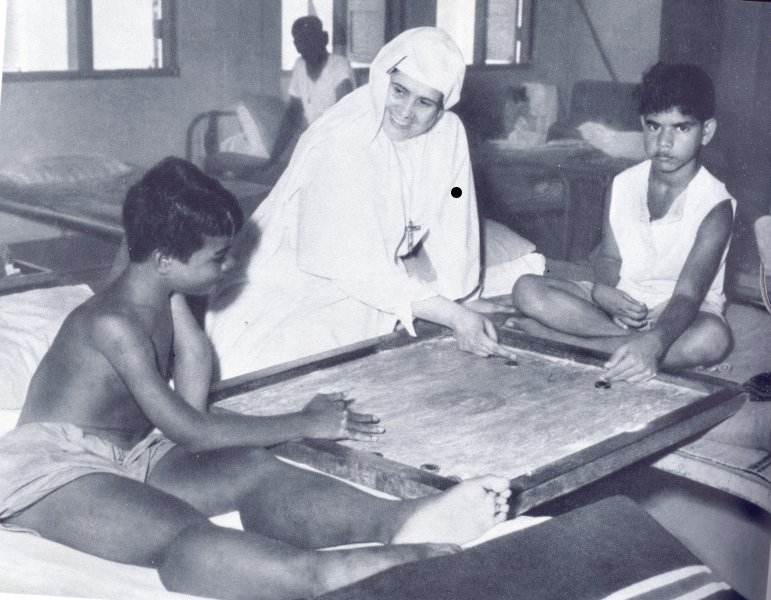
Сестри бавляться з дітьми